# عنکبوت پشت‌قرمز
عنکبوت پشت قرمز (نام علمی: Latrodectus hasselti) یا عنکبوت بیوه سیاه استرالیایی، نام یک گونه از تیره عنکبوت‌های پاشانه‌ای است. اعتقاد بر این است که بومی بیابان‌های استرالیای جنوبی یا نواحی مجاور آن می‌باشد هر چند امروزه، در سراسر استرالیا، آسیای جنوب‌شرقی و نیوزیلند نیز یافت می‌شود. مادهٔ جوان و نابالغ این عنکبوت، در حدود ۱ سانتیمتر (۰٫۴ اینچ) است و پاهای باریکی دارد که متقدم‌ترین آنها، از سایر پاها بلندتر است. جنس نر نسبت به ماده از قامت کوچکتری برخوردار است و ۳–۴ میلیمتر (۰٫۱۲–۰٫۱۶ اینچ) می‌باشد. گرداگرد شکم این عنکبوت سیاه (گاهی مایل به قهوه‌ای) است که با یک نوار طولانی قرمز رنگ (گاهی مایل به نارنجی) مزین گردیده‌است که این نوار قرمز، به شکل یک ساعت شنی است و در قسمت تحتانی شکم قرار دارد. گاهی، ماده‌های این عنکبوت، دارای نشانه‌های سفید اضافی روی شکم نیز هستند. رنگ‌های قرمز و قرمز روشن، ممکن است به عنوان هشداری برای شکارچیان فطری این عنکبوت باشد. هر عنکبوت، یک جفت غدهٔ سمی دارد که هر کدام به یکی از چنگک‌های جلوی سر متصل هستنداین عنکبوت جزو عنکبوت های بسیار سمی می باشد و زهر آن از زهر یک مار زنگی ، تا 15 قویتر است . گزیده شدن توسط این عنکبوت بسیار خطرناک است و اگر پادزهر آن سریعا به قربانی تزریق نگردد موجب مرگ می شود.
جنس نر این عنکبوت در طول ۵ پیش‌شفیرگی که ۴۵ تا ۹۰ روز به طول می‌انجامد، بالغ می‌گردد. و این در حالی است که جنس ماده، در طول ۷ الی ۸ پیش‌شفیرگی که حدود ۷۵ تا ۱۲۰ روز به طول می‌انجامد، بالغ می‌شود. جنس نر می‌تواند تا ۶ یا ۷ ماه به زندگی ادامه دهد و ماده‌ها، ممکن است بین ۲ تا ۳ سال به حیات ادامه دهند. عنکوبت‌ها، به دلیل کاهش سوخت‌وساز بدن خود در طول دوران گرسنگی، شهره هستند و می‌توانند از شکم خود به عنوان یک انبار مواد غذایی برای مواقع طولانی استفاده نمایند. عنکبوت‌های پشت‌قرمز می‌توانند از دمای انجماد منفی ۴۰ درجهٔ سانتیگراد نیز جان سالم به در برند هر چند، برای زنده ماندن و زاد و ولد، نیازمند تابستان‌های نسبتاً گرم و دمای ۱۵ تا ۲۵ درجه سانتیگراد هستند. بچه‌های این عنکبوت به مدت چند روز تا یک هفته، در میان شبکهٔ تارهای مادر زندگی می‌کنند و در طول این مدت، برادران و خواهران ضعیف‌تر خود را می‌خورند. سپس به کمک جریان باد و مکانیزم بادسواری از شبکهٔ تار مادر جدا می‌شوند و زندگی مستقلی را شکل می‌دهند. 
عنکبوت پشت‌قرمز، در طول فعالیت جفتگیری، دست به همنوع‌خواری جنسی می‌زند. تقریباً از هر ۳ مورد جفت‌گیری، ۲ مورد آن منجر به قربانی شدن کامل جنس نر می‌گردد و آن دسته از نرهایی که خورده نمی‌شوند، در مدت زمان کمی بعد از جفت‌گیری، از شدت جراحات وارده می‌میرند. تصور می‌شود که همنوع‌خواری در هنگام جفت‌گیری دو مزیت می‌تواند داشته باشد، نخست آنکه غذا خوردن جنس ماده برای مدت طولانی عقب می‌افتد و در نتیجهٔ عمل لقاح، تخم‌گذاری بیشتری رخ خواهد داد. مزیت دیگر این است که مشاهده شده آن دسته از ماده‌هایی که جنس نر را خورده‌اند، از پذیرش نرهای جدید خودداری می‌ورزند و بیوه می‌مانند.

## نگارخانه

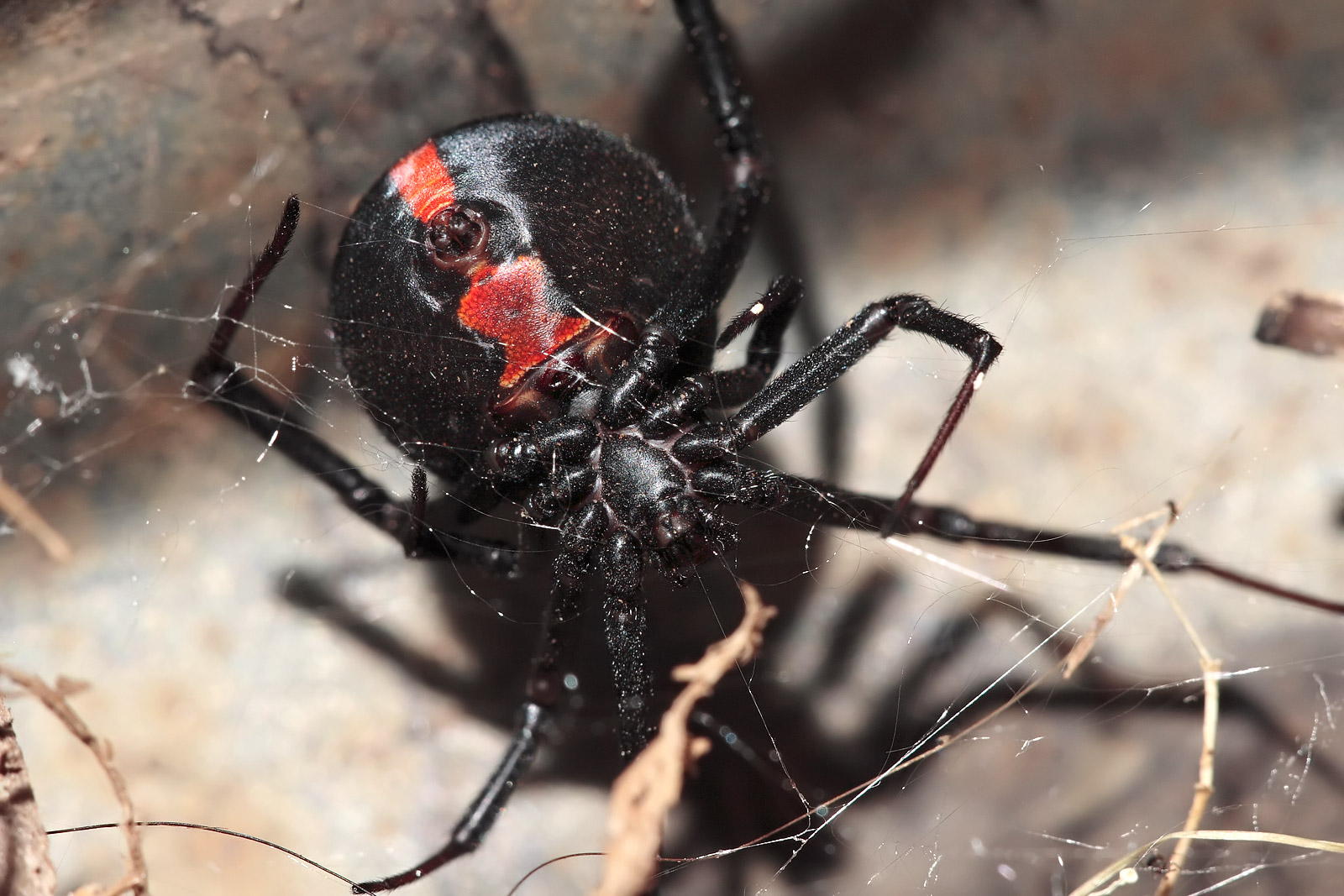
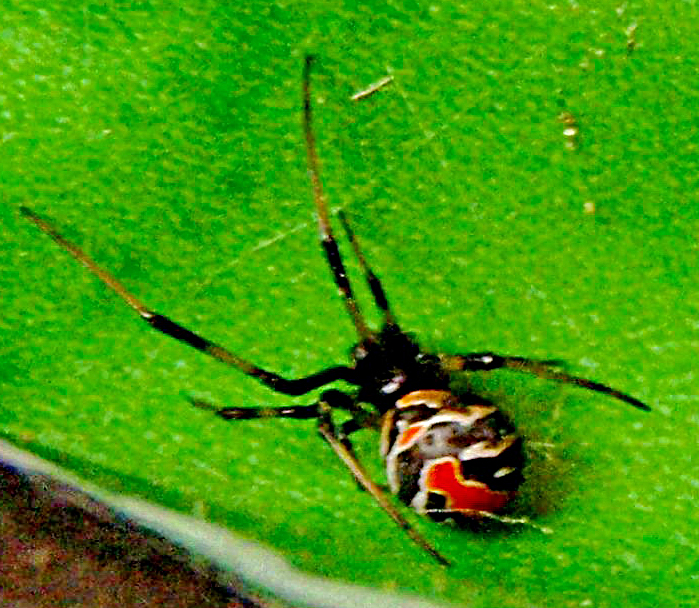
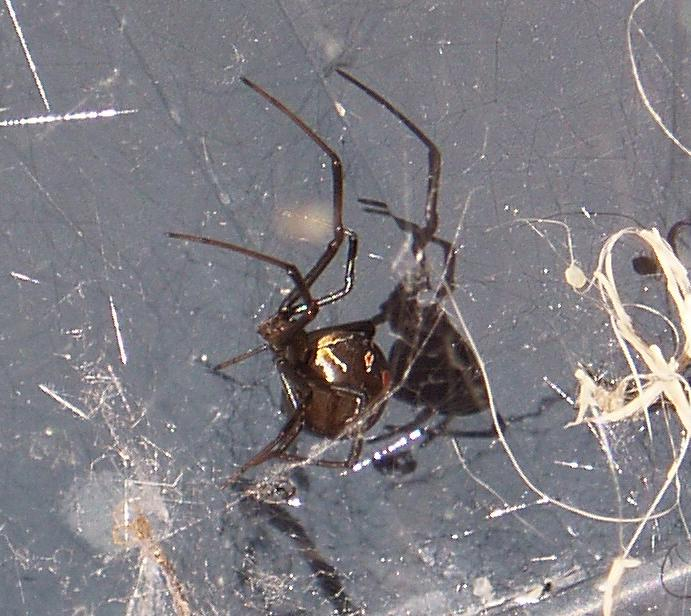
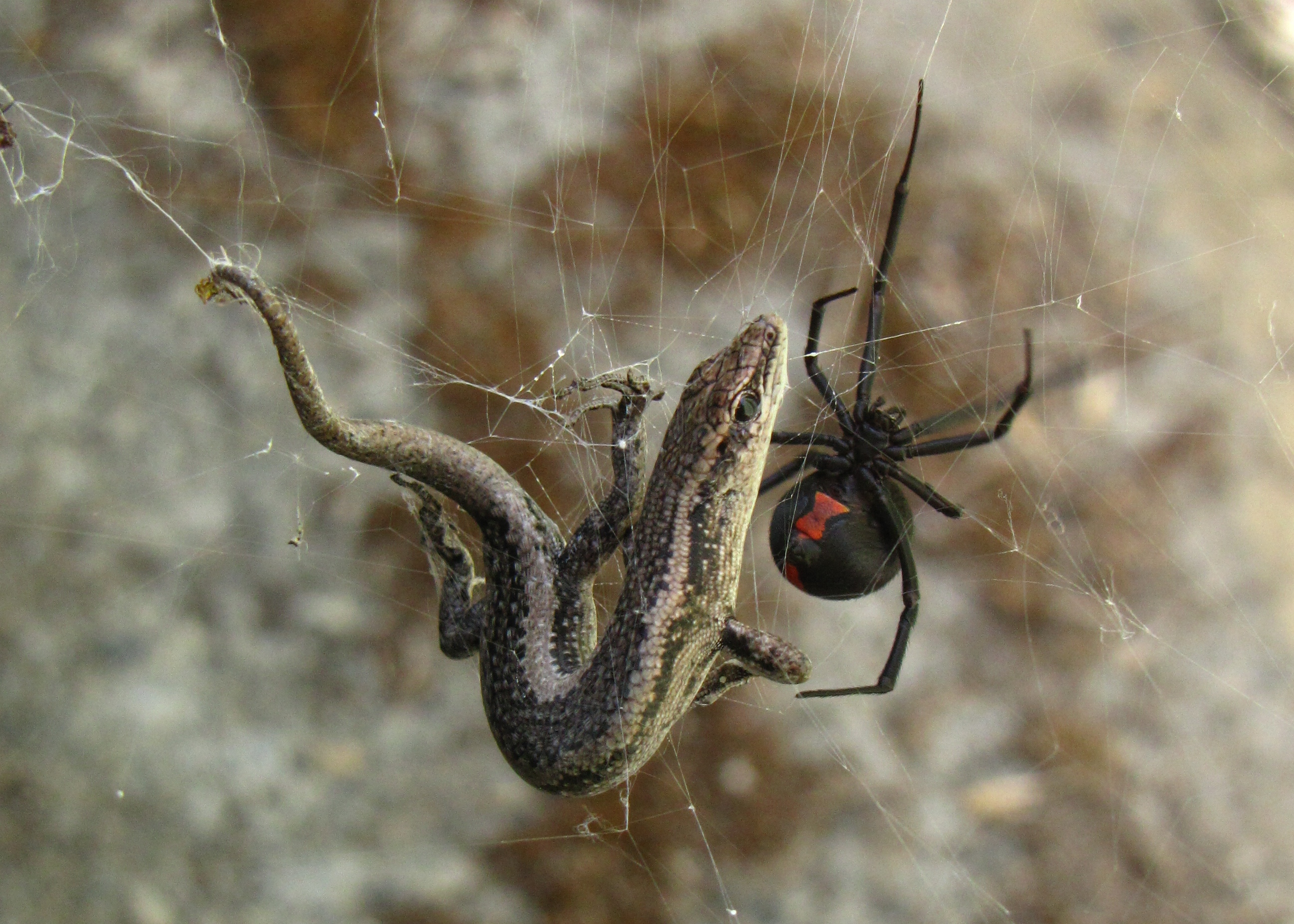
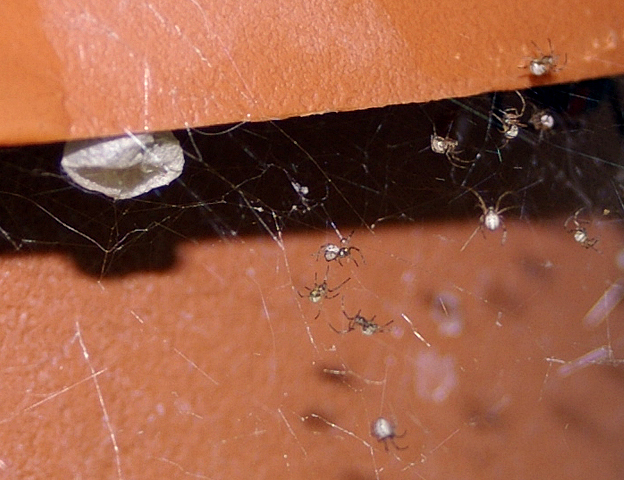
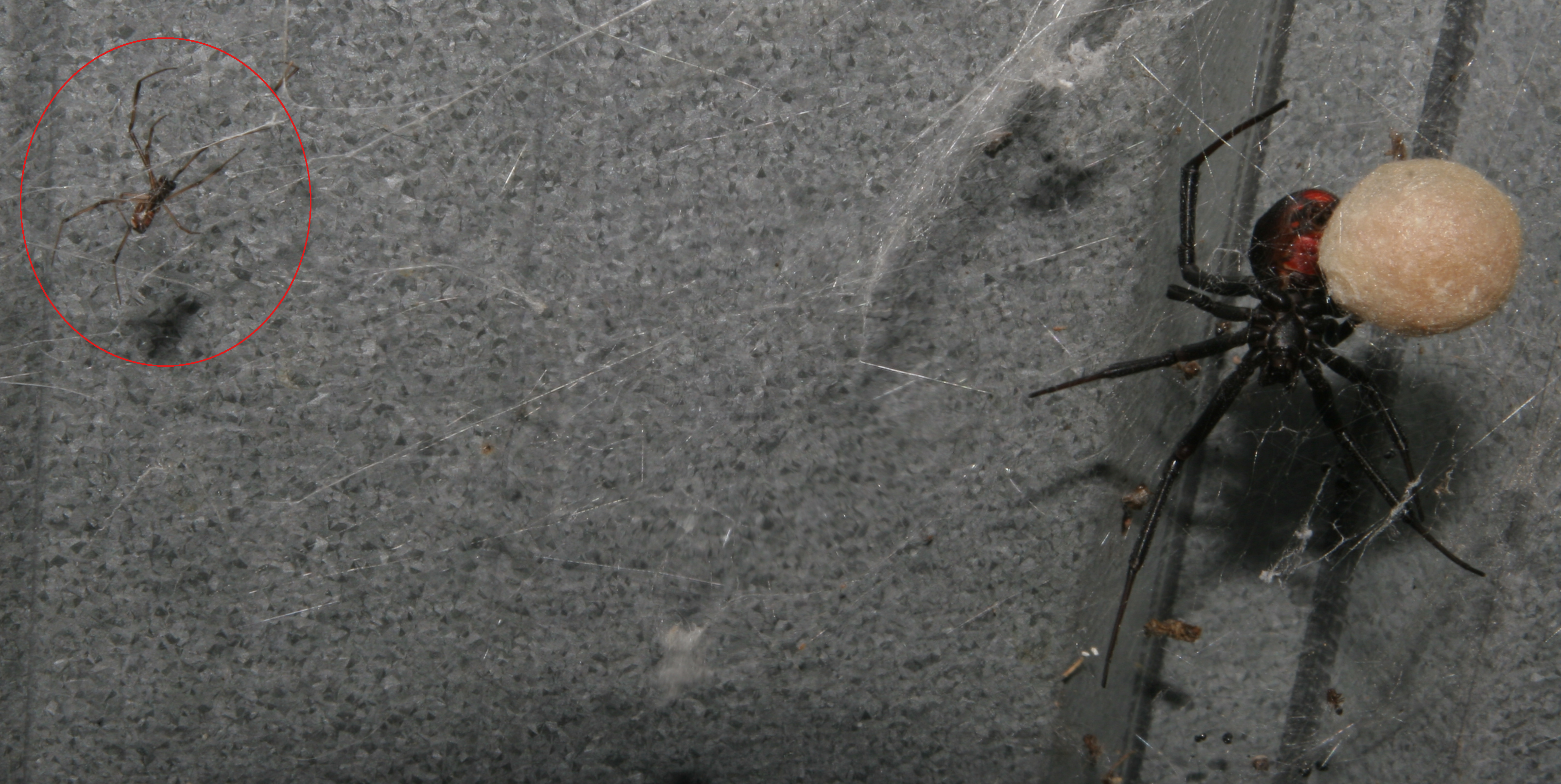
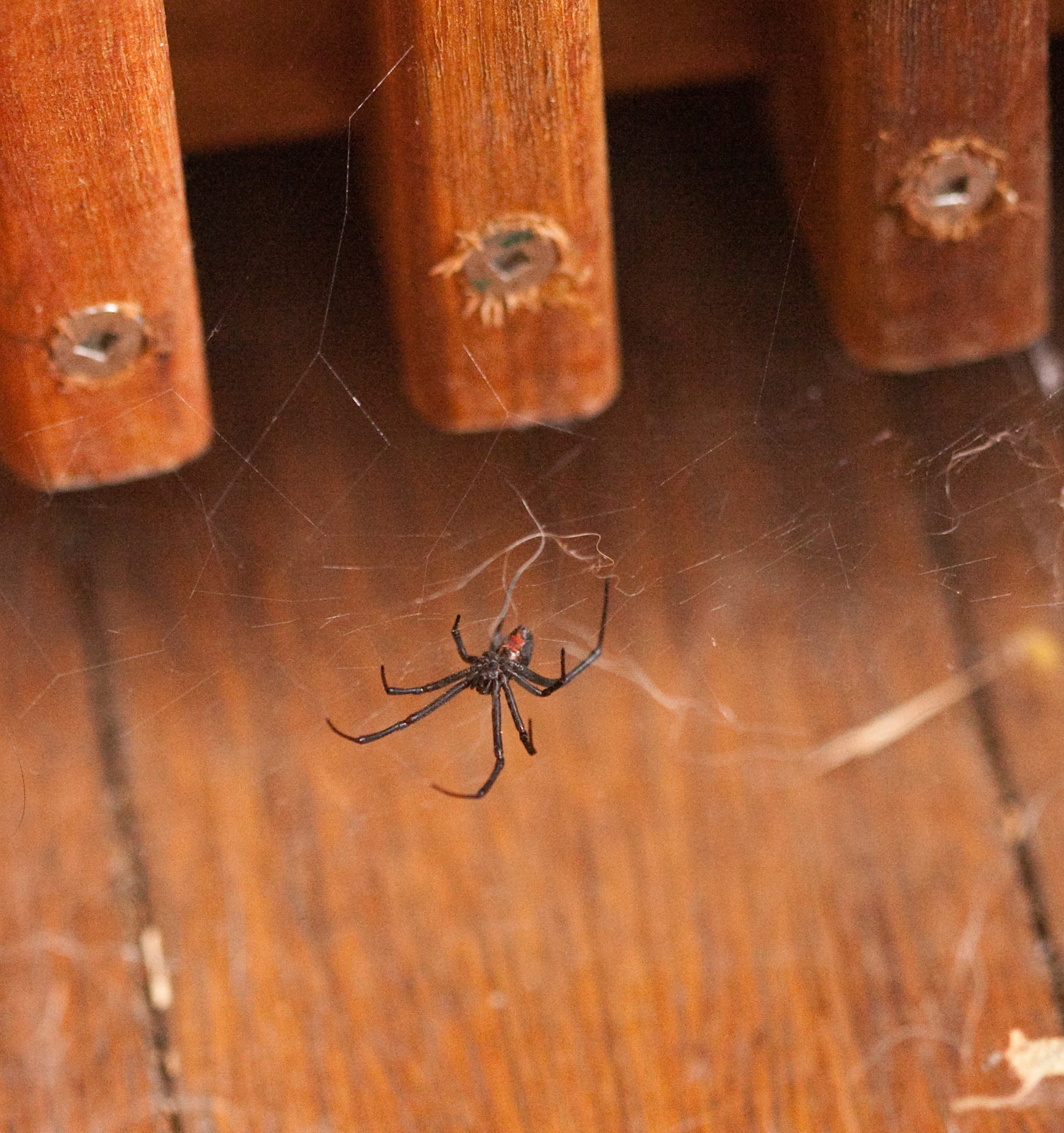